# Sauvegarde et gestion de véhicules anciens

## Historique
L'association Sauvegarde et gestion de véhicules anciens (SGVA) est  créée le 20 juin 1969, pour sauvegarder, préserver des véhicules anciens. L'association s'est investie dans le soutien  au chemin de fer du Vivarais, le fonctionnement du funiculaire de Saint-Hilaire du Touvet et le transfert du chemin de fer touristique de Meyzieu d'abord dans un projet de chemin de fer des iles (communes de Miribel et Jonage) jamais réalisé puis dans la mise en service du chemin de fer du Haut-Rhône.

## Caractéristiques
L'association compte entre 120 et 150 membres, son siège est à Boucieu-le-Roi depuis le 20 avril 2001, il était, avant cette date à Lyon. 
Au fil des années l'association a acquis un certain patrimoine ferroviaire. Elle possède des locomotives, des voitures voyageurs, des wagons de marchandises et plusieurs véhicules lui sont confiés par convention.

## La mission de soutien au chemin de fer du Vivarais
Durant les 40 premières années d'existence la principale action de la SGVA a été une mission de soutien au CFV, par une action bénévole orientée dans deux directions:
- la promotion du chemin de fer du Vivarais, par des expositions et des actions publicitaires
- l'accompagnement des trains avec les tâches de chefs de trains, de couvreurs et de guides auprès des voyageurs.
- la participation aux travaux de restauration du matériel roulant du CFV

## Collection de véhicules
L'association possède divers véhicules essentiellement ferroviaires à voie métrique et une locomotive pour
la voie de 60 cm.

### Locomotives à vapeur
- Locomotive-tender type 030, Pinguely (240) de 1909, no 31 ex Tramways de l’Ouest du Dauphiné (TOD);  Classé MH (1987)[3]; en cours de restauration depuis 2017 avec construction d'une chaudière neuve au Royaume Uni
- Locomotive-tender type 030, Pinguely (167) de 1905, no 103 ex Chemins de fer du Morbihan. vendue puis transférée à la SABA le 2 mai 2017[4].
- Locomotive  type Mallet 020-020T, Blanc Misseron(340)de 1906, ex PO-Corrèze, no 104; propriété de la SGVA depuis 2013. Confiée en 2022 au Chemin de Fer du Vivarais pour remise en état et exploitation en tête des trains touristiques.
- Locomotive à voie de 60 type Mallet 020-020T Orenstein & Koppel de 1905 N° 22-5.  Classé MH (1999)[5]; confiée à l'AMTP (Pithiviers) depuis avril 2022

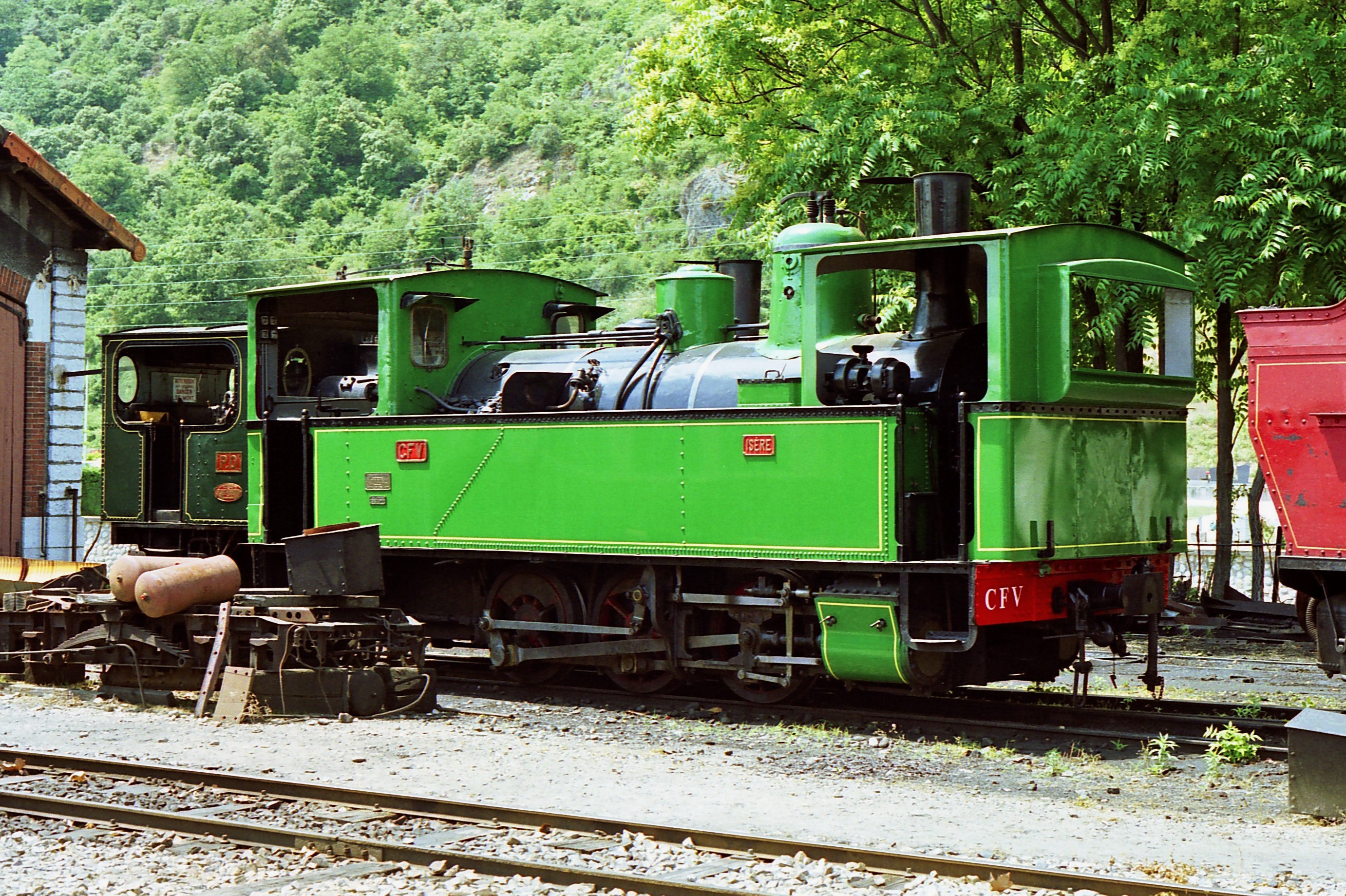
Locomotive Pinguély no 31 "Isère" à Tournon en 2000.
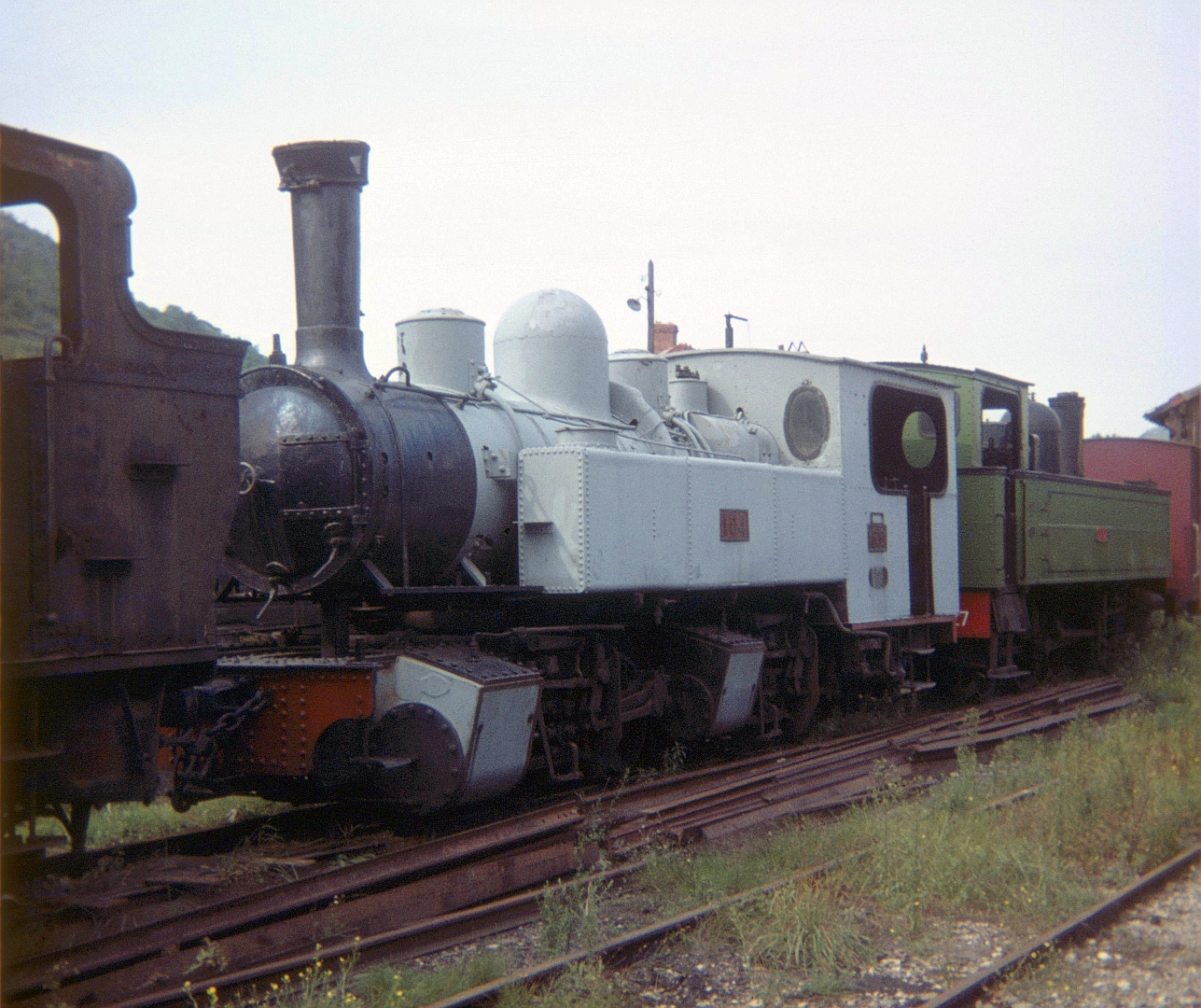
Locomotive Mallet no 104 à Tournon en 1975.
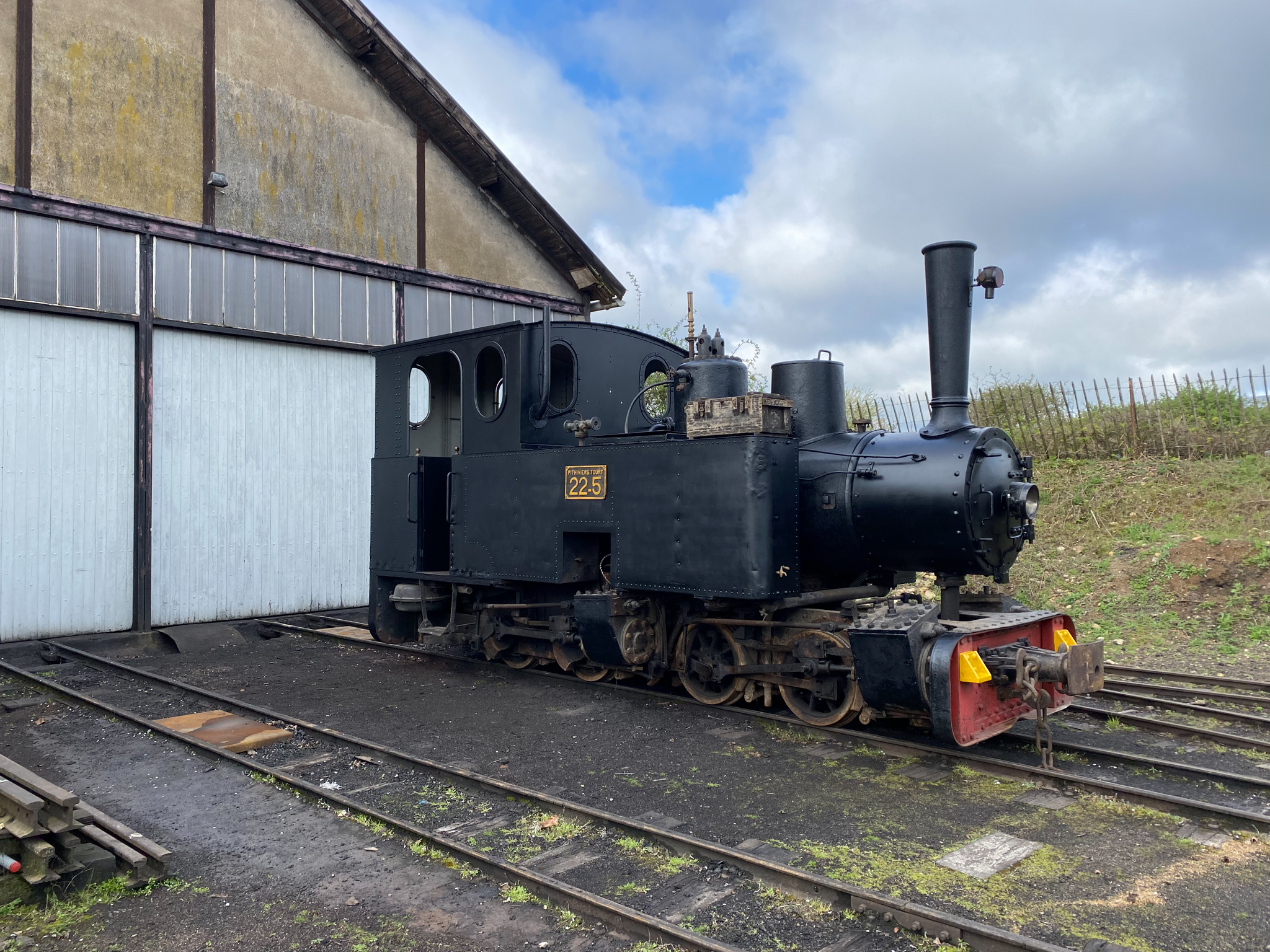
Locomotive Mallet no 22-5 à l'AMTP en 2022.

### Locotracteurs

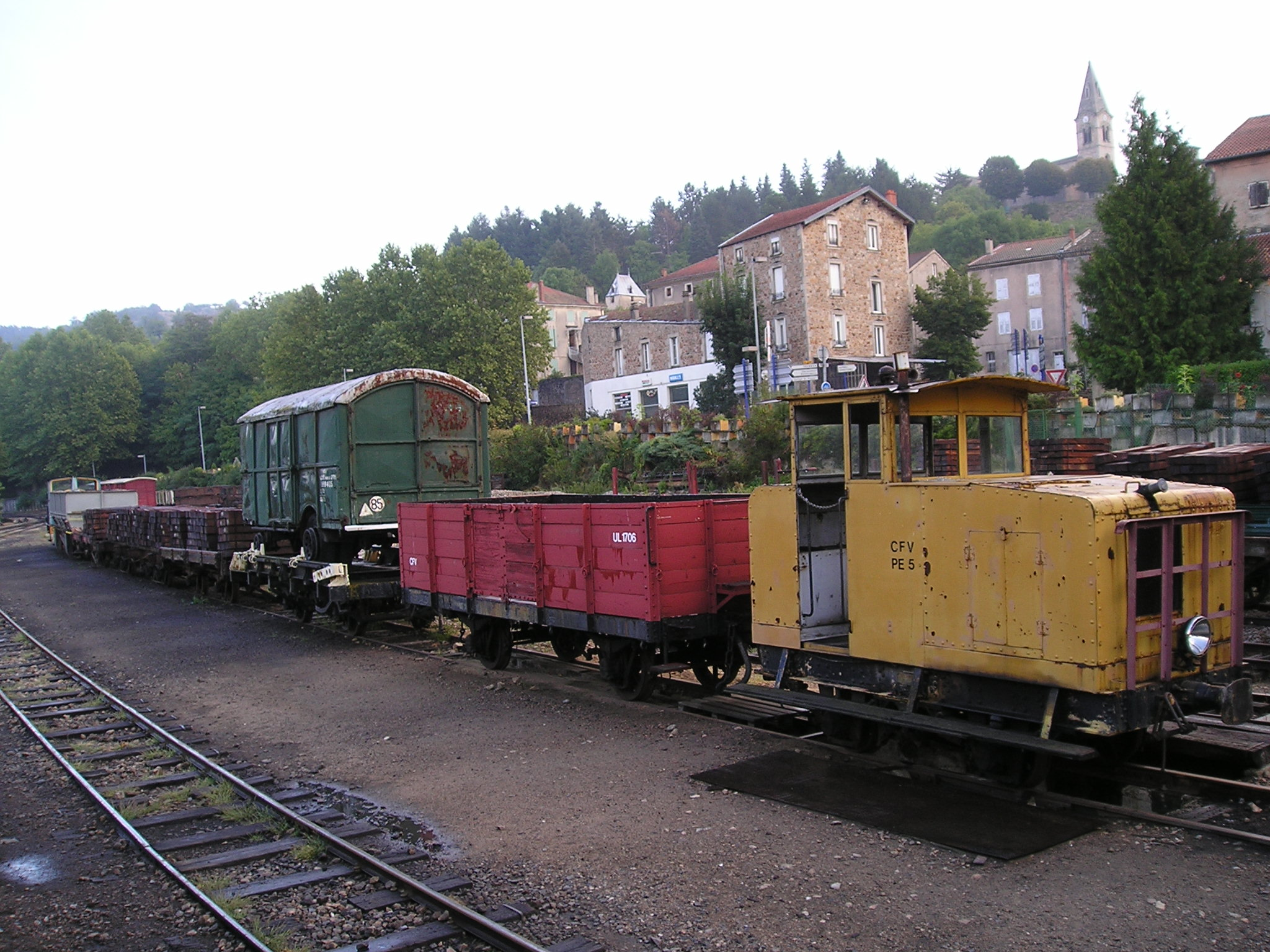
Le locotracteur PE-5 devant un wagon-tombereau ex-Réseau breton, et un plat adapté au transport d'une remorque rail-route UFR.

- Locotracteur N°52 construit en 1950 par les CFD pour l'industrie sur le châssis de la locomotive Pinguely n°112[6] de 1903, ex-CFD no 81, ex-Chemins de fer départementaux du Tarn no LT2, puis ex-CP no 52; restauration lourde à prévoir
- Locotracteur no PE-5 construit en 1930 par Pétolat (Dijon) pour le réseau CFD de Saône-et-Loire, précédemment garé à Tournon, arrivé le 10 mars 2020; restauration lourde à prévoir
- Locotracteur de 40 kW construit par la firme RACO à Landquart, ex-Chemins de fer rhétiques no Tm 2/2 16, acheté aux RhB et arrivé au mois de juillet 2021; opérationnel

### Draisines
- Draisine Billard DU 50, 1957, no 3 ex entreprise de TP; cabine détruite par incendie en décembre 2019. Remplacée par une draisine DU 50 ex CFTA Provins acquise gracieusement en août 2020 sans ses essieux; remise en état de la seconde par prélèvement de pièces sur la première.
- Draisine Campagne n°2 de 1933 ex CFD Charentes puis CFD Vivarais; acquise en avril 2021; en cours de restauration

### Voitures voyageurs et wagons

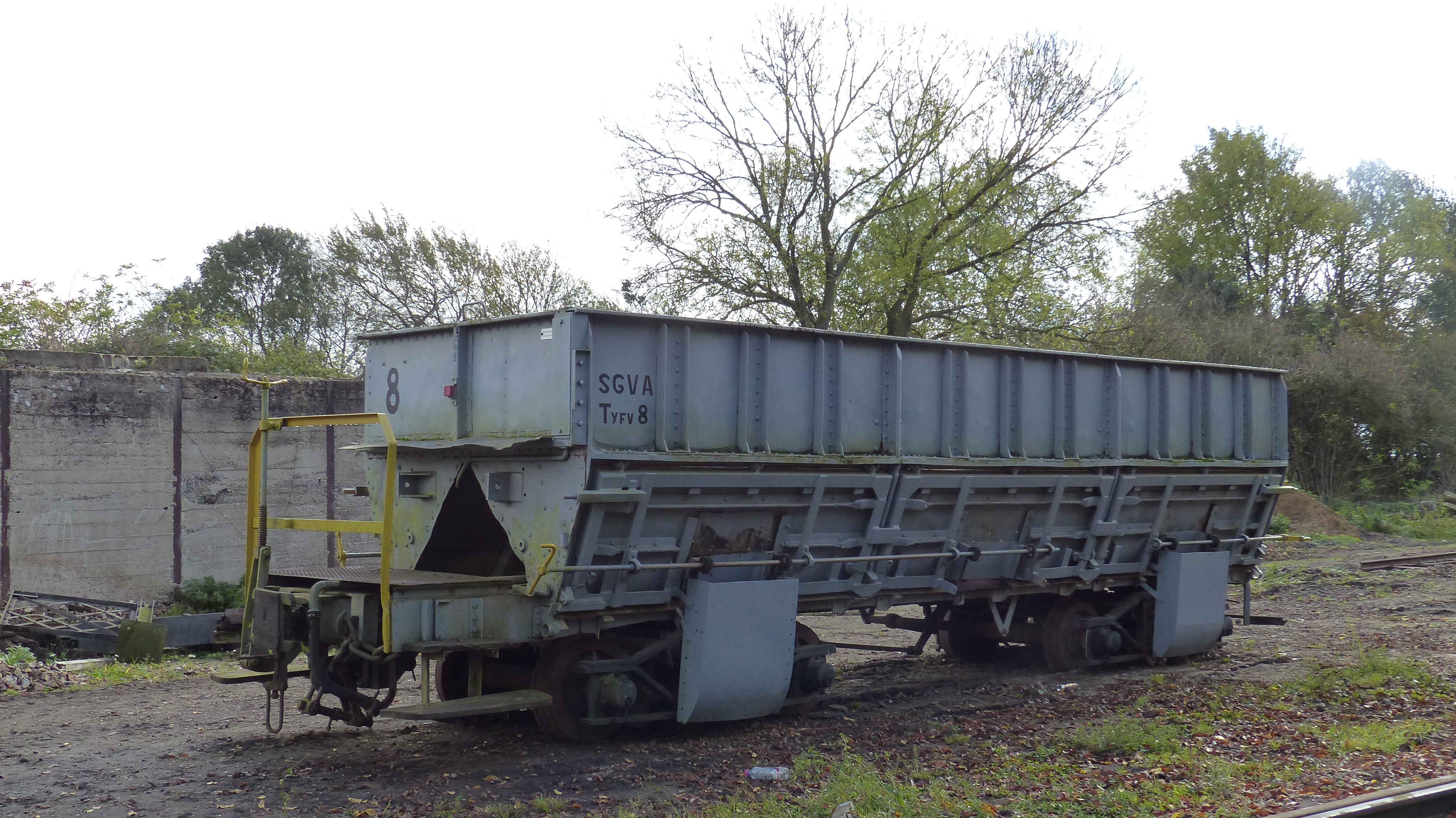
Trémie N° 8 confiée au MTVS à Crèvecœur-le-Grand pour le train à vapeur du Beauvaisis.

- Voitures ex-Réseau breton

AS 1000, à bogies, ancienne voiture salon, entièrement restaurée; livrée bois verni; sous convention de prêt au Chemin de fer du Vivarais
AB 88, voiture dite « Bains de Mer », échangée; sous convention de prêt au Chemin de fer du Vivarais
AB 91, voiture dite « Bains de Mer », échangée; sous convention de prêt au Chemin de fer du Vivarais
C 120, mise à disposition des Voies Ferrées du Velay par échange avec AB 88
C 126, mise à disposition des Voies Ferrées du Velay par échange avec AB 91
C 136, en livrée verte, prêtée au Chemin de fer du Vivarais
- Voitures Suisses

B 221, à essieux, Geissberger, GFM ex - Chatel Saint Denis - Palézieux, 1901, prêt au Chemin de fer du Vivarais
AB 25, à bogies, SIG, ex - Montreux-Oberland Bernois, 1906, convention de prêt au Chemin de fer du Vivarais
- Voitures appartenant à la FACS et confiées à SGVA

AB 89 voiture bretonne dite "Bains de Mer", MH, restaurée en 1ère classe; sous convention de prêt au Chemin de Fer du Vivarais
ABCD 107 voiture bretonne 3 classes + fourgon, MH, à reconstruire, garée sous bâche de protection.
- Fourgons à bagages

"Efv 901", 3 essieux, ex - Chemin de fer de la Mure
DDif 2607, 2 essieux, fourgon à empatement long ex-Vivarais, garé sans emploi depuis plusieurs décennies, acquis en mars 2021, il sera restauré si son état le permet.
- Wagons de marchandises

wagons couverts
Kv 4045, wagon couvert, 1903, ex - CFD Réseau du Vivarais; restauré; sera apte à circuler en ligne après changement des essieux
Kv 4085, wagon couvert, 1904, ex - CFD Réseau du Vivarais; à restaurer; lieu de stockage
Kv 4090, wagon couvert, 1904, ex - CFD Réseau du Vivarais; à reconstruire
Kv 4638, wagon couvert, 1927, ex - CFD Réseau du Vivarais; restauré; sera apte à circuler en ligne après révision mécanique
F97, wagon couvert, 1890, ex - CFD Réseau du Vivarais. reconstruit, il est exposé au "Domaine du Tunnel" à St Péray
F149, wagon couvert, 1892, ex - CFD Réseau du Vivarais. reconstruit, il sert de stockage de pièces et outils en gare de Boucieu
wagons tombereaux
Ulf 1706, wagon tombereau à 2 essieux, 1907, ex-Réseau breton. Unique en son genre, il a été restauré en 2021
Gfv 37, wagon tombereau,1886, ex - CFD Réseau du Vivarais; à restaurer
G 234, wagon tombereau, 1890, ex - CFD Réseau du Vivarais; restauré et apte à circuler en ligne
G 5203 wagon tombereau, 1902, ex - CFV Réseau du Vivarais; restauré et apte à circuler en ligne
wagons plats
H 6191, wagon plat, 1902, ex - CFD Réseau du Vivarais; non freiné et sans traverse pivotante; à restaurer.
Ht 6336, wagon plat, 1903, ex - CFD Réseau du Vivarais; restauré sans traverse pivotante; exposé au "Domaine du Tunnel" à St Péray
Ht 6349, wagon plat, 1903, ex - CFD Réseau du Vivarais; restauré en couplage de plats à traverse mobile; apte à circuler en ligne
H 6361, wagon plat, ex - CFD Réseau du Vivarais, livré en 1922 au titre des dommages de guerre; transformé en porte- essieux
Htv 6565, wagon plat, 1906, ex - CFD Réseau du Vivarais; à restaurer; porte des châssis et des pièces de wagons
Ht 6582, wagon plat, 1906, ex - CFD Réseau du Vivarais; restauré en couplage avec le Ht 6349. apte à circuler en ligne
Plat 2049 ex fourgon Vivarais de 1ère génération; reconstruit pour recevoir en exposition l'ancienne chaudière de la Pinguely 31
HMY 2006, wagon plat à bogies, construit en 1949 à partir du châssis de la voiture voyageurs ABf 82 (De Dietrich 1897) du Réseau breton, arrivé en provenance du chemin de fer du Blanc-Argent le 20 mars 2023
HMY 2016, wagon plat à bogies, construit en 1957 à partir du châssis de la voiture voyageurs Cf 118 (De Dietrich 1899) du Réseau breton, arrivé en provenance du chemin de fer du Blanc-Argent le 20 mars 2023
wagons trémies:
Ty 8, wagon trémie à bogies, type auto-déchargable, 1948, ex - "Mines Orne ", Moyeuvre-Grande, Société Lorraine des aciéries de Rombas. transformée en ballastière, sous convention de prêt au MTVS à Crévecoeur.
Ty 10, wagon trémie à bogies, type auto-déchargeable, 1948, ex - "Mines Orne ", Société Lorraine des aciéries de Rombas. non modifiée, elle est confiée au VFV

## Véhicules routiers
Autobus TN6 ex STCRP n°2836,
Trolleybus Vetra n°114 ex OTL,